# غريغوريو لوبيرون
غريغوريو لوبيرون (بالإسبانية: Gregorio Luperón)‏ (و. 1839 – 1897 م) هو سياسي من جمهورية الدومينيكان ولد في سان بيدرو.